# Puig de Fajol
El Puig de Fajol és una muntanya de 730 metres que es troba al municipi de l'Esquirol, a la comarca d'Osona.